# 1948년 하계 올림픽 역도
제14회 하계 올림픽 역도 경기는 1948년 영국 런던에서 열렸다. 총 여섯 체급으로 나뉘어 경기가 진행되었으며 남자부만 있었다. 밴텀급 경기는 이번 대회부터 신설된 체급으로 1920년 올림픽 이후 처음으로 체급을 추가하게 되었다.

## 메달리스트
| 종목                | 금                       | 은                                  | 동                         |
| ------------------- | ------------------------ | ----------------------------------- | -------------------------- |
| 밴텀급 자세히       | 조지프 데피에트로 · 미국 | 줄리안 크레우스 · 영국              | 리처드 톰 · 미국           |
| 페더급 자세히       | 마흐무드 파야드 · 이집트 | 로드네이 윌케스 · 트리니다드 토바고 | 자파르 살마시 · 이란       |
| 라이트급 자세히     | 이브라힘 샴스 · 이집트   | 아티아 하모우다 · 이집트            | 제임스 할리데이 · 영국     |
| 미들급 자세히       | 프랭크 스펠맨 · 미국     | 피터 조지 · 미국                    | 김성집 · 대한민국          |
| 라이트헤비급 자세히 | 스탠리 스탄치크 · 미국   | 해럴드 사카타 · 미국                | 괴스타 마그누손 · 스웨덴   |
| 헤비급 자세히       | 존 데이비스 · 미국       | 노버트 셰먼스키 · 미국              | 아브라함 차리테 · 네덜란드 |

## 메달 집계
| 순위 | 국가                    | 금메달 | 은메달 | 동메달 | 합계 |
| ---- | ----------------------- | ------ | ------ | ------ | ---- |
| 1    | 미국 (USA)              | 4      | 3      | 1      | 8    |
| 2    | 이집트 (EGY)            | 2      | 1      | 0      | 3    |
| 3    | 영국 (GBR)              | 0      | 1      | 1      | 2    |
| 4    | 트리니다드 토바고 (TRI) | 0      | 1      | 0      | 1    |
| 5    | 이란 (IRI)              | 0      | 0      | 1      | 1    |
| 5    | 네덜란드 (NED)          | 0      | 0      | 1      | 1    |
| 5    | 대한민국 (KOR)          | 0      | 0      | 1      | 1    |
| 5    | 스웨덴 (SWE)            | 0      | 0      | 1      | 1    |
|      | 합계                    | 6      | 6      | 6      | 18   |